# Кубайчук Віктор Павлович
Віктор Павлович Кубайчу́к (5 листопада 1946, Київ — 28 січня 2018, Київ) — український фізик і мовознавець, кандидат фізико-математичних наук.

## Життєпис
Закінчив Київський державний університет ім. Т. Г. Шевченка в 1972.
Працював в Інституті технічної теплофізики АН УРСР та Інституті теоретичної фізики імені Миколи Миколайовича Боголюбова НАНУ (відділ теорії та моделювання плазмових процесів).
Сформулював підхід до застосування методів молекулярної динаміки у області запорошеної плазми, що межує з поверхнею. У рамках цього підходу розробив алгоритм розв'язування рівнянь руху частинок, що дає змогу скоротити кількість диференційних рівнянь у системі і використовувати під час інтегрування різні часові кроки для різних сортів частинок.
Віктор Кубайчук є автором праці «Хронологія мовних подій в Україні» та одним із упорядників книги «Українська мова у ХХ сторіччі: історія лінгвоциду: документи і матеріали», що перемогла у номінації «Політлікнеп» (сучасне українське суспільствознавство) на конкурсі «Книжка року 2005».
За матеріалами праці «Хронологія мовних подій в Україні» Віктор Кубайчук створив вікі вебсайт http://movahistory.org.ua
Редагував українську Вікіпедію, як користувач Kubaichuk.

## Основні праці

### Видані окремими книгами
- Віктор Кубайчук. Хронологія мовних подій в Україні: зовнішня історія української мови. — К.: К. І. С., 2004. — 176 с.[4] Видання друге – К : «К.І.С.», 2020. — 192 c. ISBN 978-617-684-252-1
- Українська мова у XX сторіччі: історія лінгвоциду: документи і матеріали. Упорядники: Лариса Масенко, Віктор Кубайчук, Орися Демська-Кульчицька. — Київ: Видавничий дім «Києво-Могилянська академія», 2005. — 399 с. ISBN 966-518-314-1

### Окремі статті
- Редукція рівнянь хімічної кінетики методом виокремлення визначального механізму // УФЖ. 1993. Т. 8, № 5; Математичне моделювання біометаногенезу // Фізика живого. 1998. Т. 5, № 2;
- В. Кубайчук, Є. Мейнарович. До пакету Windows Ukrainian Interface Pack. Травень 2003
- Вплив динаміки зарядки макрочастинок на електромагнітні флуктуації в запорошеній плазмі. Physica Scripta 60, (1999), pp.549-555. [Архівовано 18 вересня 2011 у Wayback Machine.]
- Influence of Grain Charging Dynamics on Electromagnetic Fluctuations in Dusty Plasmas // Physica Scripta. 1999. Vol. 60 (співавт.);